# Gorica (gmina Krško)
Gorica – wieś w Słowenii, w gminie Krško. W 2018 roku liczyła 139 mieszkańców.